# Matías Pisano
Matías Pisano (13 de dezembro de 1991), é um futebolista argentino que atua como meia-atacante. Atualmente, joga pelo Aldosivi.

## Carreira

### Chacarita
Pisano começou a jogar nas divisões de base do Chacarita Juniors e estreou em 2009 pelo profissional contra o Fénix na segunda divisão do campeonato argentino, onde ele começou a partir do banco e marcou seu primeiro gol na equipe na vitória por 2 a 0 com uma assistência. 

### Independiente
Matías Pisano assinou com o Independiente em Julho de 2013, solicitado pelo treinador Miguel Brindisi para jogar na campeonato argentino da segunda divisão depois que o clube foi rebaixado pela primeira vez em sua história.

### Cruzeiro
Matías Pisano assinou com o Cruzeiro no dia 11 de janeiro de 2016, devido à uma dívida que o clube argentino Independiente tinha com o clube mineiro envolvendo o jogador Ernesto Farías em 2013.
O jogador assinou contrato por 3 temporadas, mas não vingou com a camisa celeste, tendo disputado 14 jogos e marcado apenas 1 gol, na vitória por 3 a 2 contra a Chapecoense no dia 29 de junho. O jogo foi o último do argentino pelo Cruzeiro.

### Santa Cruz
No dia 4 de agosto de 2016, acertou com o Santa Cruz, por empréstimo.

### Tijuana
Ao fim da temporada 2016, Matias Pisano foi vendido ao Tijuana para disputa do campeonato mexicano.

### Talleres
No ano de 2018, Matias Pisano acerta com o Talleres para disputa do campeonato argentino.
Aldosivi
Em julho de 2018, o jogador acertou a transferência para o Aldosivi, da Argentina.